# Z 200
Z 200 — первый серийный французский электропоезд для перевозки людей. Строился в 1901—1909 годах. Эксплуатировался во всей континентальной Франции. Некоторые поезда позже использовались как локомотивы. Большинство поездов было списано в 1950—1980-х годах.
По состоянию на 2011 год 2 поезда, построенные в 1909 году, продолжают эксплуатироваться на линии Сердань, как снегоуборочные поезда.
Один из поездов расположен в железнодорожном музее Мюлуза «Город поездов».